# Bourne (romanserie)
Bourne er en bogserie af tre romaner af Robert Ludlum, der omhandler den fiktive spion Jason Bourne. Serien er blevet udvidet af Eric Van Lustbader efter Ludlum døde i 2001. Da Lustbader besluttede at stoppe med at skrive noveller efter The Bourne Nemesis (2019), kontaktede boet efter Ludlum en anden forfatter; Brian Freeman om at fortsætte hitorierne om Jason Bourne. Bourne Nemesis blev aldrig færdiggjort og vil ikke blive udgivet.
En del af inspirationen til Bourne skal sandsynligvis finde i sagen om Ansel Bourne, der blev hypnotiseret i 1800-tallet.

## Romaner af Ludlum
De oprindelige tre romaner er:
- The Bourne Identity (1980)
- The Bourne Supremacy (1986)
- The Bourne Ultimatum (1990)

## Romaner af Lustbader
Fortsættelserne af novellerne er:
- The Bourne Legacy (2004)
- The Bourne Betrayal (2007)
- The Bourne Sanction (2008)
- The Bourne Deception (2009)
- The Bourne Objective (2010)
- The Bourne Dominion (2011)
- The Bourne Imperative (2012)
- The Bourne Retribution (2013)
- The Bourne Ascendancy (2014)
- The Bourne Enigma (2016)
- The Bourne Initiative (2017)
- The Bourne Nemesis (2019)[2]

## Romaner af Brian Freeman
- The Bourne Evolution (2020)[3]

## Films
The Bourne Identity er blevet filmatiseret to gange. Den første film blev lavet til tv i 1988 med Richard Chamberlain og Jaclyn Smith på rollelisten. Den anden filmatisering er fra 2002 med Matt Damon, der blev en både kritisk og kommerciel succes, der igangsatte en Bourne-filmserie, som indtil videre består af fem film, hvoraf den seneste er udgivet i juli 2016.